# Luz Bermúdez
Luz Andrea Bermúdez Sandoval (Limache, 10 de octubre de 1983) es una psicóloga y política chilena, militante de Convergencia Social (CS). Entre marzo de 2022 y mayo  de 2023 se desempeñó como Delegada presidencial regional de Magallanes y la Antártica Chilena bajo el Gobierno de Gabriel Boric.

## Biografía
Bermúdez nació en Limache. Estudió psicología en la Universidad de Valparaíso, convirtiéndose en la primera profesional de la familia. Posteriormente, también realizó estudios en Psicoterapia Sistémica. Conoció a su compañero de vida en Limache, quien provenía de la Región de Magallanes y de la Antártica Chilena. Juntos se mudaron allá y formaron su familia. Se ha desempeñado como funcionaria del CESFAM Dr. Mateo Bencur de Punta Arenas desde el año 2007.
Ha sido dirigenta de la Confederación Nacional de Funcionarios de la Salud Municipalizada (Confusam), activista por No + AFP y presidenta regional del partido Convergencia Social.
Fue candidata a senadora en las elecciones parlamentarias de 2021, obteniendo la tercera mayoría, sin resultar electa. El 28 de febrero de 2022, el presidente electo Gabriel Boric la nombró como Delegada presidencial regional de Magallanes y la Antártica Chilena, cargo que ejerció por más de un año, asumiendo el 11 de marzo del mismo año hasta su renuncia el 3 de mayo de 2023.

## Historial electoral

### Elecciones parlamentarias de 2021
- Elecciones parlamentarias de 2021, candidato a senador por la 15° Circunscripción, Región de Magallanes.[4]

| Candidato                    | Pacto                          | Partido | Votos  | %     | Resultado |
| ---------------------------- | ------------------------------ | ------- | ------ | ----- | --------- |
| Karim Bianchi Retamales      | Independiente (Fuera de pacto) | IND     | 31 144 | 47.96 | Senador   |
| Alejandro Kusanovic Glusevic | Chile Podemos Más              | IND-RN  | 9282   | 14.27 | Senador   |
| Luz Bermúdez Sandoval        | Apruebo Dignidad               | CS      | 5826   | 8.97  |           |
| Juan José Arcos Srdanovic    | Chile Podemos Más              | PRI     | 5298   | 8.16  |           |
| Sandra Amar Mancilla         | Chile Podemos Más              | IND-UDI | 4057   | 6.25  |           |
| Julio Contreras Muñoz        | Apruebo Dignidad               | IND-CS  | 2296   | 3.54  |           |